# Патріарх Лісабона

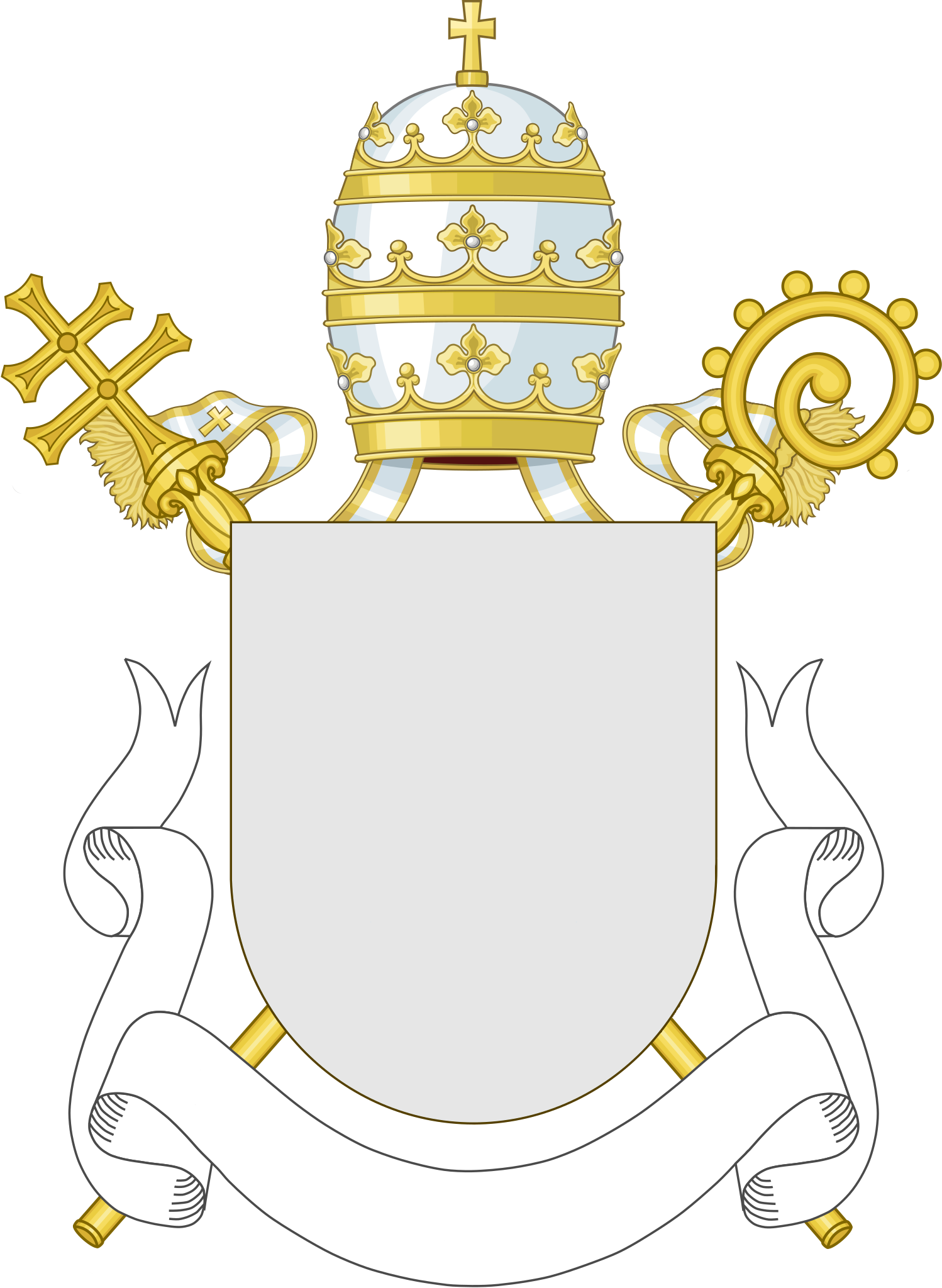
Герб патріарха Лісабона

Патріа́рх Лісабо́нський — у Католицькій церкві титул голови Лісабонського патріархату. Один із 3-х католицьких патріархів поряд із Венеційським та Єрусалимським. Може використовувати на своєму гербі тіару без ключів Петра, що вирізняє їх з-поміж інших латинських патріархів.
22 жовтня 1716 року папа Климент XI, на знак подяки за підтримку в війні з турками видав буллу «In Supremo Apostolatus Solio», де надав настоятелю церкви Королівського палацу митрополичий ранг. (Чия діоцезія охоплювала західний Лісабон, а також чотири підлеглих діоцезії) і титулом «патріарх» (старий архієпископ Лісабона залишався владикою східної частини міста). Це дивне становище, коли в одному місті є дві митрополії припинено 13 грудня 1740 року, коли архієпархією Лісабона доручили керувати Патріархату (хоча дві кафедральні церкви існували до 1843 року).

## Патріархи Лісабона
1. кардинал Томаш де Альмейда (7 грудня 1716 — 27 лютого 1754);
2. кардинал Жозе Мануел да Камара д'Аталайа (10 березня 1754 — 9 липня 1758);
3. кардинал Франсішку де Салданья да Гама (28 травня 1759 — 1 листопада 1776);
4. кардинал Фернанду де Суоза-і-Сілва (1 березня 1779 — 11 квітня 1786);
5. кардинал Жозе Франсішку Мігель Антоніу де Мендоза-Валдерейш (10 березня 1788 — 11 лютого 1808);
6. кардинал Карлуш да Кунья-і-Мінезіш (23 серпня 1819 — 14 грудня 1825);
7. кардинал Патрісіу да Сілва (13 березня 1826 — 3 січня 1840);
8. кардинал Франсішку де Сан-Луїш Сарайва (1840 — 7 травня 1845);
9. кардинал Гільєрмо Енрікеш де Карвалью (24 листопада 1845 — 15 листопада 1857);
10. кардинал Мануел Бенту Родрігіш да Сілва (18 березня 1858 — 26 вересня 1869);
11. кардинал Ігнасіу до Нашсіменту де Мораїш Кардозу (25 квітня 1871 — 23 лютого 1883);
12. кардинал Жузе Себаштіан д'Альмейда Нету (9 серпня 1883 — листопад 1907);
13. кардинал Антоніу Мендіш Беллу (19 грудня 1907 — 5 серпня 1929);
14. кардинал Мануел Гонсалвіш Сережейра (18 листопада 1929 — 10 травня 1971);
15. кардинал Антоніу Рібейру (10 травня 1971 — 24 березня 1998);
16. кардинал Жозе да Круж Полікарпу (24 березня 1998 — 18 травня 2013);
17. кардинал Мануел Клементі (18 травня 2013 —).